# Повітряно-реактивний двигун
Повітряно-реактивний двигун (ПРД) — тепловий реактивний двигун, у якому як робоче тіло використовують атмосферне повітря, що нагрівають за рахунок згоряння пального в атмосферному кисні.
Повітряно-реактивні двигуни використовують, як правило, як рушії повітряних літальних апаратів: реактивних літаків, гелікоптерів, крилатих ракет. Наземна техніка також може використовувати різновид ПРД, що зазвичай називається газотурбінним двигуном.

## Історія
До кінця Другої Світової війни вимоги підвищення потужності поршньових двигунів внутрішнього згорання увійшло у безвихідне протиріччя з іншими вимогами, щодо компактності й обмеження маси.
Перший патент на турбінний двигун був виданий англійцю Джону Барберу в 1791 році. В 1913 році француз Рене Лорен отримав патент на прямоточний повітряно-реактивний двигун. Ряд інженерів і вчених різних країн в 20-ті та 30-ті роки XX століття передбачили кризу у авіаційному двигунобудуванні та шукали шляхи виходу з нього, в тому числі за рахунок ПРД.
Перший в СРСР проект реального винищувача з ПРД розробив український вчений А.М. Люлька, а в березні 1943 року запропонував директор ОКБ-301 М.І. Гудков. Літак називався ГУ-ПРД. Проект був відхилений експертами, головним чином, у зв'язку з недовірою в актуальність і переваги ПРД в порівнянні з поршневими двигунами.

Турбореактивний двигун (ТРД)

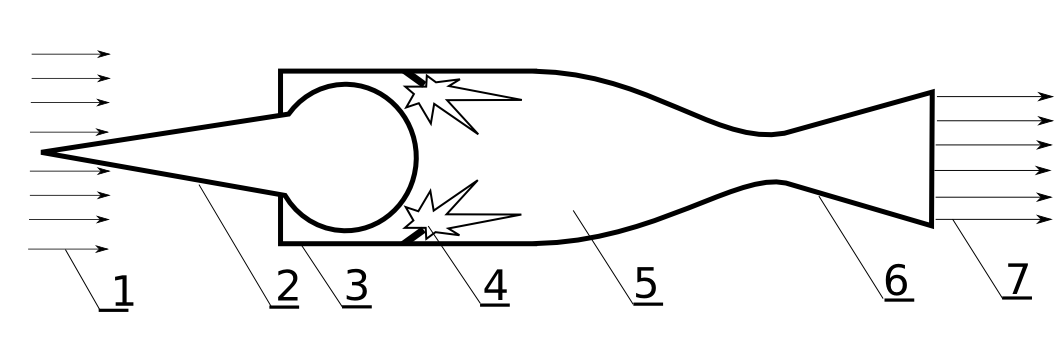
Прямоточний повітряно-реактивний двигун (ППРД)

Першим літаком, який піднявся в небо з турбореактивним двигуном (ТРД) Hes 3 конструкції фон Охайна був Heinkel He 178, керований льотчиком-випробувачем флюг-капітаном Еріхом Варзіцем (27 серпня 1939). Цей літак перевершував за швидкістю всі поршневі винищувачі свого часу, але при цьому був менш економічним і, внаслідок цього, мав менший радіус дії. До того ж у нього були більші швидкості злету та посадки, через що він потребував довшої ЗПС з якісним покриттям.
З серпня 1944 року у Німеччині почалося серійне виробництво реактивного винищувача-бомбардувальника Messerschmitt Me 262 з двома ТРД Jumo-004, які випускалися фірмою Юнкерс. А з листопада 1944 року почав випускатися ще й перший реактивний бомбардувальник Arado Ar 234 Blitz з тими ж двигунами. Єдиним реактивним літаком союзників по антигітлерівській коаліції, що формально брав участь у Другій світовій війні, був Gloster Meteor (Велика Британія) з ТРД Rolls-Royce Derwent 8 конструкції Ф. Віттла, його серійний випуск почався в 1941 році.
Запатентований ще у 1913 р. прямоточний повітряно-реактивний двигун (ППРД) подобався конструкторам простотою своєї конструкції, але головне — своєю потенційною можливістю працювати на надзвукових швидкостях і в найвищих шарах атмосфери, тобто в умовах, в яких інші типи двигунів були неефективними. У 1930-их роках з цим типом двигунів провидилися експерименти в Німеччині, США та СРСР.
В 1937 році французький конструктор Рене Ледюк отримав замовлення від французької влади на створення експериментального літака з ППРД. Ця робота була перервана війною і поновилася з її закінченням. 19 листопада 1946 року відбувся перший в історії політ апарата з маршевим ППРД. Далі протягом десяти років було виготовлено і випробувано ще кілька апаратів цієї серії, в тому числі керовані, а в 1957 році Франція відмовилася від випробувань та продовження цих робіт, оскільки в ті часи ТРД здавався перспективнішим.

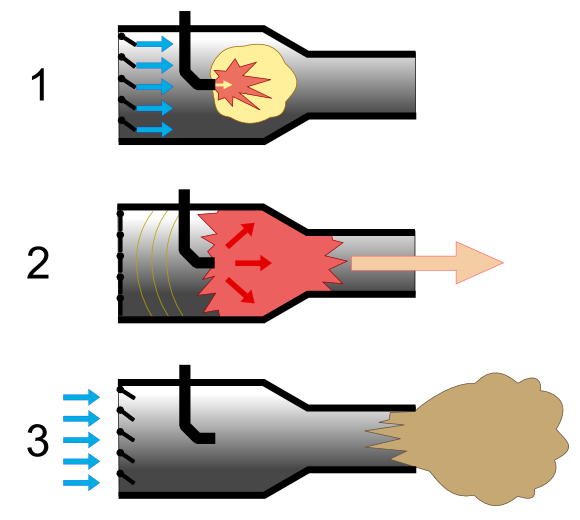
Пульсуючий повітряно-реактивний двигун (ПуПРД)

Пульсуючий повітряно-реактивний двигун (ПуПРД) був винайдений в XIX столітті шведським винахідником Мартіном Вібергом. Найвідомішим літальним апаратом (і єдиним серійним) з ПуПРД є німецький Argus As-014 фірми Argus, відомий як літак-снаряд Фау-1. Після війни досліди в області пульсуючих повітряно-реактивних двигунів продовжувалися у Франції (компанія SNECMA) і в США (Pratt & Whitney, General Electric), окрім того, завдяки простоті та дешевизні, маленькі двигуни такого типу стали дуже популярним серед авіамоделістів і в аматорській авіації, та з'явилися приватні фірми, які виробляли ПуПРД і запчастини до них.

## Основні принципи роботи
Попри велику кількість ПРД, які дуже відрізняються один від одного конструкцією, характеристиками і галуззю використання, можна виділити ряд принципів для всіх ПРД і тих, які відрізняють його від всіх інших теплових двигунів інших типів.
Повітряно-реактивний двигун розвиває тягу за рахунок реактивного струменя робочого тіла, що витікає із сопла двигуна. З цієї точки зору ПРД схожий до ракетного двигуна (РД), але відрізняється від нього тим, що більшу частину робочого тіла він забирає з атмосфери, в тому числі і окислювач, необхідний для горіння палива. Завдяки цьому ПРД має переваги в порівнянні з РД при польотах в атмосфері, оскільки йому не потрібно нести з собою окислювач, маса якого в 2-8 раз більша від маси палива.
Робоче тіло ПРД на виході з сопла являє собою суміш продуктів згоряння із залишками повітря після вигоряння кисню. Якщо для повного окиснення 1 кг гасу (звичайного палива ПРД) потрібно близько 3,4 кг чистого кисню, то, враховуючи що масова частка кисню в повітрі становить 23 %,[що?] для повного окиснення палива потрібно 14,8 кг чистого повітря і, відповідно, робоче тіло на 94 % своєї маси складається з атмосферного повітря. На практиці ПРД, як правило, має надлишок використання повітря, наприклад, в ТРД маса палива в робочому тілі становить 1-2 %. Це дозволяє при аналізі роботи ПРД враховувати, що робоче тіло ПРД як на вході так і на виході є однією речовиною.
Динаміку ПРД можна викласти так: робоче тіло входить у двигун зі швидкістю польоту, а покидає його зі швидкістю реактивного струменя. З закону збереження імпульсу випливає вираз для реактивної тяги:
Де {\displaystyle \,P} — сила тяги, {\displaystyle \,v} — швидкість польоту, {\displaystyle \,c} — швидкість реактивного струменя відносно двигуна, {\displaystyle \,G} — секундна витрата маси робочого тіла. Очевидно, ПРД ефективний лише у випадку, коли швидкість витоку робочого тіла з сопла двигуна перевищує швидкість польоту: {\displaystyle \,c>v}.
Швидкість витоку газу з теплового реактивного двигуна залежить від хімічного складу робочого тіла, його абсолютної температури на вході в сопло і від ступеня розширення робочого тіла в соплі двигуна.
З урахуванням вищесказаного можна сформулювати і головні недоліки ПРД в порівнянні з РД:
- ПРД здатний працювати лише в атмосфері, а РД в будь-якому оточенні і в пустоті.
- ПРД ефективний лише до певної, специфічної для даного двигуна, максимальній швидкості польоту, а тяга РД не залежить від швидкості польоту.

## Типи та області застосування реактивних двигунів

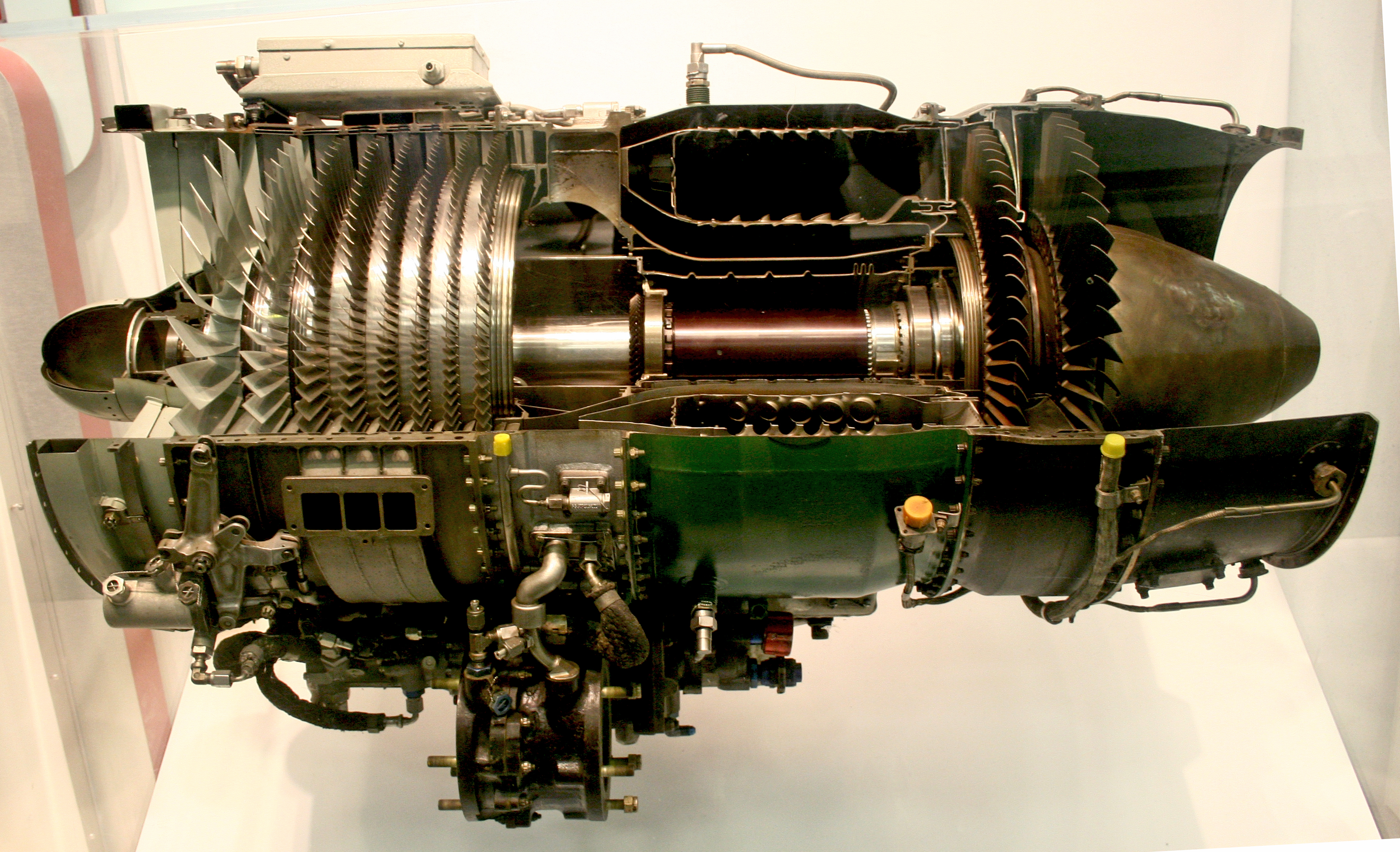
ТРД J85 компанії General Electric

### ТРД
Турбореактивні двигуни поділяються на:
- Двоконтурний турбореактивний двигун;
- Турбовальний двигун;
- Турбовентиляторний двигун;
- Турбогвинтовий двигун;
- Гвинтовинтеляторний двигун[en].

В турбореактивному двигуні (ТРД) стиснення робочого тіла на вході в камеру згорання і високе значення витрат повітря через двигун досягається за рахунок сумісної дії зустрічного потоку і компресора, розміщеного в тракті ТРД за вхідним пристроєм, перед камерою згорання. Компресор приводиться в рух турбіною, змонтованою на одному валу з компресором. Турбіна працює на робочому тілі, нагрітому в камері згорання, з якого утворюється реактивний струмінь. Завдяки компресору ТРД може стартувати з місця і працювати при низьких швидкостях польоту, що для двигуна літака є необхідною умовою, при цьому тиск в тракті двигуна і витрати повітря забезпечуються лише за рахунок компресора. Діапазон швидкостей, в якому ТРД ефективний, зміщений в сторону менших значень, в порівнянні з ППРД. Агрегат турбіна-компресор, який дозволяє створювати більші витрати і високий ступінь стиснення робочого тіла в області низьких та середніх швидкостей польоту, є перепоною на шляху підвищення ефективності двигуна в зоні високих швидкостей. Максимальна швидкість витоку реактивної струї у ТРД менша ніж у ППРД, що обмежує швидкість, на якій ТРД ефективний, значеннями 2,5-3 Маха.

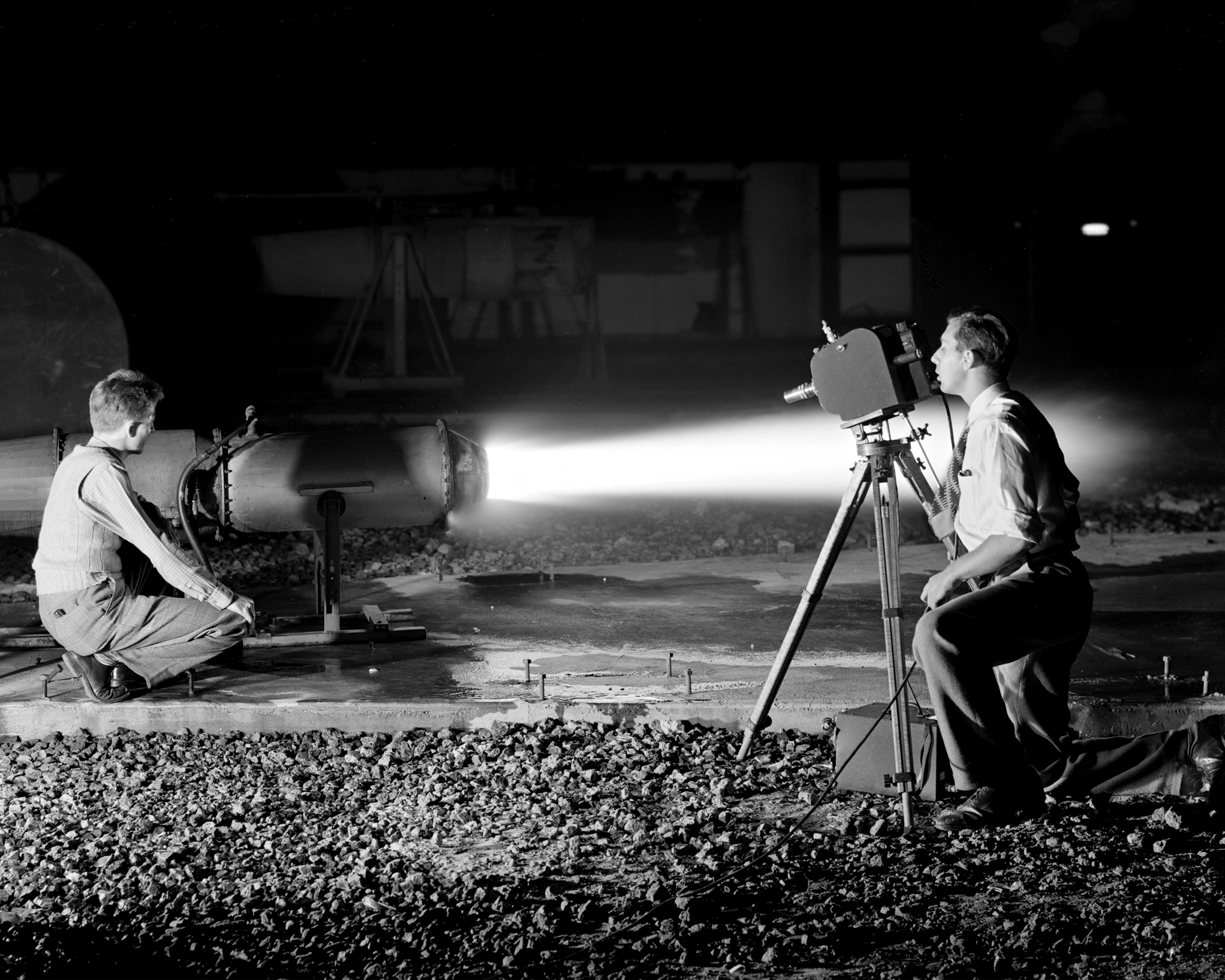
Вогневі випробування ППРД у лабораторії NASA

### ППРД
Прямоточні повітряно-реактивні двигуни поділяються на:
- Дозвуковий;
- Надзвуковий;
- Гіперзвуковий;
- Ядерний ППРД.

Прямоточний повітряно-реактивний двигун не може працювати при низьких та нульових швидкостях польоту. Для досягнення початкової швидкості, при якій він стає ефективним, апарат з цим двигуном потребує допоміжний привід, яким може бути літак-носій або ж твердопаливний прискорювач. Неефективність ППРД на малих швидкостях польоту робить його практично неможливим для використання на літаках з пілотами, але для безпілотних, бойових, крилатих ракет одноразового використання, що літають в діапазоні швидкостей 2-5 Маха, завдяки своїй простоті, дешевизні і надійності, він переважний. Також ППРД використовується в літаючих мішенях. Основним конкурентом ППРД в цій ніші є ракетний двигун (РРД).

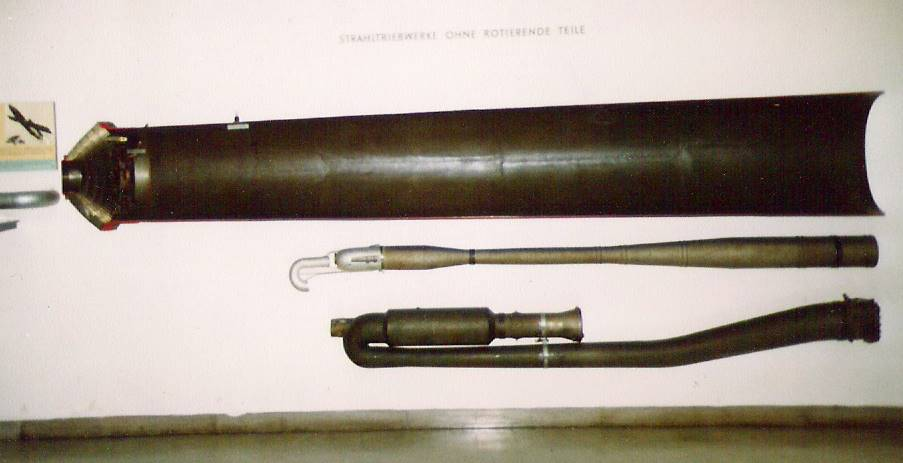
Зразки безклапанних (U-подібних) ПуПРД

### ПуПРД
Пульсуючий повітряно-реактивний двигун, як слідує з його назви, працює в режимі пульсації, тяга розвивається не безперервно, як у ППРД чи ТРД, а в вигляді серії імпульсів частотою від десятків герц для великих двигунів, до 250 гц – для малих. Конструктивно ПуПРД педставляє собою циліндричну камеру згоряння з довгим циліндричним соплом меншого діаметра. Передня частина камери з’єднана з вхідним дифузором, через який повітря надходить в камеру згоряння. Між дифузором і камерою згоряння вставлені повітряні клапани, які працюють на різниці тисків в камері і на виході дифузора: коли тиск в дифузорі перевищує тиск в камері, то клапан відкривається, при зворотному співвідношенні тисків — закривається. Для ініціювання процесу горіння в камері встановлюється свічка запалювання, котра створює високочастотну серію електричних розрядів, паливна суміш загорається. Більшість ПуПРД можуть працювати при нульовій швидкості.